# ステフ・ロベッティ
ステフ・ロベッティ（Stephanie Rovetti、1991年10月2日 - ）は、アメリカ合衆国の女子ラグビー選手。

## プロフィール
- アメリカ合衆国・ニューヨークレノ出身[1]。
- ポジションはスタンドオフ(SO)、ウィング(WTB)。
- 身長 168cm、体重 64kg
- 7人制女子アメリカ代表に選ばれた[2]。

## 略歴
2024年、2024パリ五輪の7人制女子アメリカ代表に選ばれて銅メダル獲得。